# Malý Uran (řeka)
Malý Uran (rusky Малый Уран) je řeka v Orenburské oblasti v Rusku. Je dlouhá 197 km. Plocha povodí měří 2 330 km².

## Průběh toku
Protéká vysočinou Obščij Syrt. Ústí zprava do Samary (povodí Volhy).

## Vodní režim
Zdrojem vody jsou sněhové srážky. Průměrný průtok vody ve vzdálenosti 55 km od ústí činí 3,9 m³/s. Zamrzá v listopadu až na začátku prosince a rozmrzá v dubnu.